# Нутация
Нутацията (от латински: nutare – „колебая се“) е вид колебание на земната ос, чийто период е 18,6 години. Това отклонение се дължи предимно на приливните сили, предизвикани от Луната и Слънцето. Ъгълът на наклона се колебае с около 0,00256° около средната си стойност. Явлението е открито от английския астроном Джеймс Брадли през 1728 година и публикувано през 1748 година.